# Sonne und Beton (Film)
Sonne und Beton ist ein Coming-of-Age- und Kriminalfilm von David Wnendt aus dem Jahr 2023. Es handelt sich dabei um die Verfilmung des autobiografisch inspirierten gleichnamigen Bestsellers von Felix Lobrecht. Darin brechen vier Klassenkameraden in ihre Schule in Berlin-Gropiusstadt ein, in der Hoffnung, so ihre Geldprobleme zu lösen.
Der Film wurde im Februar 2023 bei der Berlinale uraufgeführt und kam am 2. März 2023 in die deutschen Kinos.

## Handlung
Berlin-Gropiusstadt im Hitzesommer 2003, im zeitlichen Umfeld der Hartz-Reformen. Die Jugendlichen Lukas, Julius und Gino verbringen ihre Zeit in Neukölln mit Kiffen und ihren weitgehend erfolglosen Versuchen, Mädchen aufzureißen. Mit dem Halbkubaner Sanchez kommt ein neuer Schüler in die Klasse, der sich schnell mit Lukas und dessen Kumpels anfreundet.
Zu Hause haben die Jugendlichen meistens nur Stress. Lukas hat vielleicht das größte Potenzial, etwas mehr aus sich zu machen, und wird von seinem Lehrer für gelungene Aufsätze gelobt. Er ist voller Bewunderung für seinen durchtrainierten älteren Bruder Marco, der eine lebende Legende im Bezirk ist und sich als Kleinkrimineller über Wasser hält. Lukas’ Vater Matthias ist arbeitslos und nach dem Tod seiner Frau mit der Erziehung überfordert. Gino leidet sehr unter seinem Vater, einem gewalttätigen und cholerischen Alkoholiker, der seine Mutter und auch seinen Sohn terrorisiert. Julius lebt ohne Eltern in einer heruntergekommenen Wohnung mit seinem älteren Bruder, der immer breit oder dicht ist und mit seinen Kumpels in den Tag gammelt. Der großmäulige Julius ist immer am Start, wenn es um Partys und Drogen geht, und nimmt auch mal die Waffe seines Bruders an sich. Sanchez lebt mit seiner alleinerziehenden Mutter, die auch mit Job finanziell kaum über die Runden kommt und trotz allem ihrem Sohn eine gute Mutter sein möchte.
Eines Morgens kann Lukas nicht seine Schule betreten, da er seinen Schülerausweis verloren hat und daher die am Schultor wachenden Securityleute ihn ohne diesen nicht hineinlassen dürfen. Er trifft sich mit seinen ohnehin schwänzenden Freunden. Als die Jungs im Park für zehn Euro Gras kaufen wollen, geraten sie zwischen zwei rivalisierende Dealergruppen. Es entsteht eine Massenschlägerei, bis die Polizei eintrifft. Lukas wird nicht nur verprügelt, sondern eine der Drogendealer-Gangs verlangt nun 500 Euro als Entschädigung von ihm. Obendrein nervt es die Jungs, für Aktivitäten wie Schwimmbad, Partys oder dem Ausgehen mit Mädchen nicht das nötige Geld zu haben. Um ihre Geldprobleme zu lösen, kommt Sanchez auf eine Idee. Sie brechen nachts in ihre Schule ein und stehlen einige der nagelneuen, vom Bundesland Berlin finanzierten Schülercomputer aus dem Keller. Trotz unprofessioneller Durchführung gelingt den Jungs der Einbruch; am nächsten Tag ist die Schule allerdings voller Polizisten und Journalisten, der Diebstahl an der „Problemschule“ zieht weite mediale Kreise.
Den Jungs gelingt es, drei der Rechner in einem Pfandhaus zu einer für sie enttäuschenden Summe zu vertickern. Für die erhaltenen 800 Euro kaufen sie sich unter anderem neue Markenklamotten. Als sein Lehrer ihn zu einem persönlichen Gespräch bittet, glaubt Lukas zunächst, sie seien aufgeflogen – doch Herr Sonnabend verdächtigt stattdessen die Mitschüler mit Migrationshintergrund und glaubt, dass Lukas als deutscher Schüler ihm bei der Aufklärung helfen könne. Die Drogendealer haben noch immer nicht die 500 Euro bekommen und demolieren als Strafe das Auto von Lukas’ Vater. Lukas versucht die Situation mit dem Anführer der Drogendealer zu klären, der ihn schlagen möchte. Die muslimischen Mütter und Tanten des Drogendealers beobachten die Situation und bringen ihn dazu, mit Lukas Frieden zu schließen. Als Lukas später mit dem Dealer ohne dessen Familie vor der Tür steht, muss er ihm zur endgültigen Friedensschließung zusätzlich noch seine gerade neu gekauften Turnschuhe geben.
Inzwischen hat Lukas seinem älteren Bruder Marco anvertraut, dass er und seine Freunde die Computer gestohlen haben. Marco vermittelt die Jungs an einen Typen, bei dem sie ihre letzten Rechner loswerden können, der sie jedoch nicht bezahlt und einfach mit den Computern wegfährt. Was die Jungs nicht wissen: es handelt sich bei dem Typen um einen Komplizen von Marco, der jetzt selbst an den gestohlenen Rechnern verdient und damit seine eigenen Schulden in der Unterwelt abbezahlen kann. Es ist kurz zu sehen, dass Marco den verloren geglaubten Schülerausweis seines Bruders aus der Anfangsszene des Films zum Drehen eines Joints benutzt.
Während Lukas, Julius und Sanchez die letzten Computer losgeworden sind, dreht Gino, der immer mehr an der Situation mit seinem brutalen Vater verzweifelt, durch. Gino nimmt ihm von Julius geschenktes Tilidin ein und gewinnt durch den Rausch an Mut, schlägt seinen wieder einmal auf die Mutter einprügelnden Vater mit einer Flasche nieder und verletzt diesen schwer. Dann springt er selbst vom Balkon. Als Lukas, Julius und Sanchez das hören und sich auf den Weg ins Krankenhaus machen wollen, entdeckt Julius, wie seine Freundin Denise mit dem Drogendealer Cem herumknutscht. Es kommt zu einer kurzen Prügelei mit Cem, doch die Jungs erkennen, dass der Besuch im Krankenhaus für sie wichtiger ist. Der Film endet damit, wie sie den schwer verletzten, aber ansprechbaren Gino besuchen und sich als Zeichen der Freundschaft umarmen.

## Literarische Vorlage und Biografisches
„Es ist nicht meine Geschichte im Sinne von: Das ist meine Lebensgeschichte. Viele Sachen, die im Buch vorkommen und nun auch im Film passieren, habe ich eins zu eins selbst erlebt. Genauso viele Sachen sind aber auch frei erfunden. Ich habe immer offengelassen, was wahr ist und was nicht. Dabei belasse ich es auch.“

Der Film basiert auf dem 2017 im Verlag Ullstein erschienenen autobiografisch inspirierten Bestseller Sonne und Beton von Felix Lobrecht. Der 1988 geborene Stand-Up Comedian wuchs mit zwei Geschwistern bei seinem alleinerziehenden Vater in Berlin-Neukölln auf und erhielt 2020 und 2021 den Deutschen Comedypreis in den Kategorien Bester Komiker und als Bester Comedy-Podcaster für Gemischtes Hack. Zu seinem Roman erklärte Lobrecht: „Ich konnte […] viele Szenen im Buch nur deshalb so schreiben, dass sie später funktionierten, weil ich Bilder vor Augen hatte. Offenkundig kenne ich die Gegend gut, in der das Buch spielt, und ich habe beim Schreiben immer genau die Orte gesehen.“

## Produktion

### Regie, Drehbuch und Besetzung
Regie führte David Wnendt, der gemeinsam mit Lobrecht auch dessen Roman für den Film adaptierte. Bekanntheit erlangte Wnendt vor allem durch seinen mehrfach preisgekrönten Spielfilm Kriegerin und die Bestsellerverfilmungen Feuchtgebiete und Er ist wieder da.

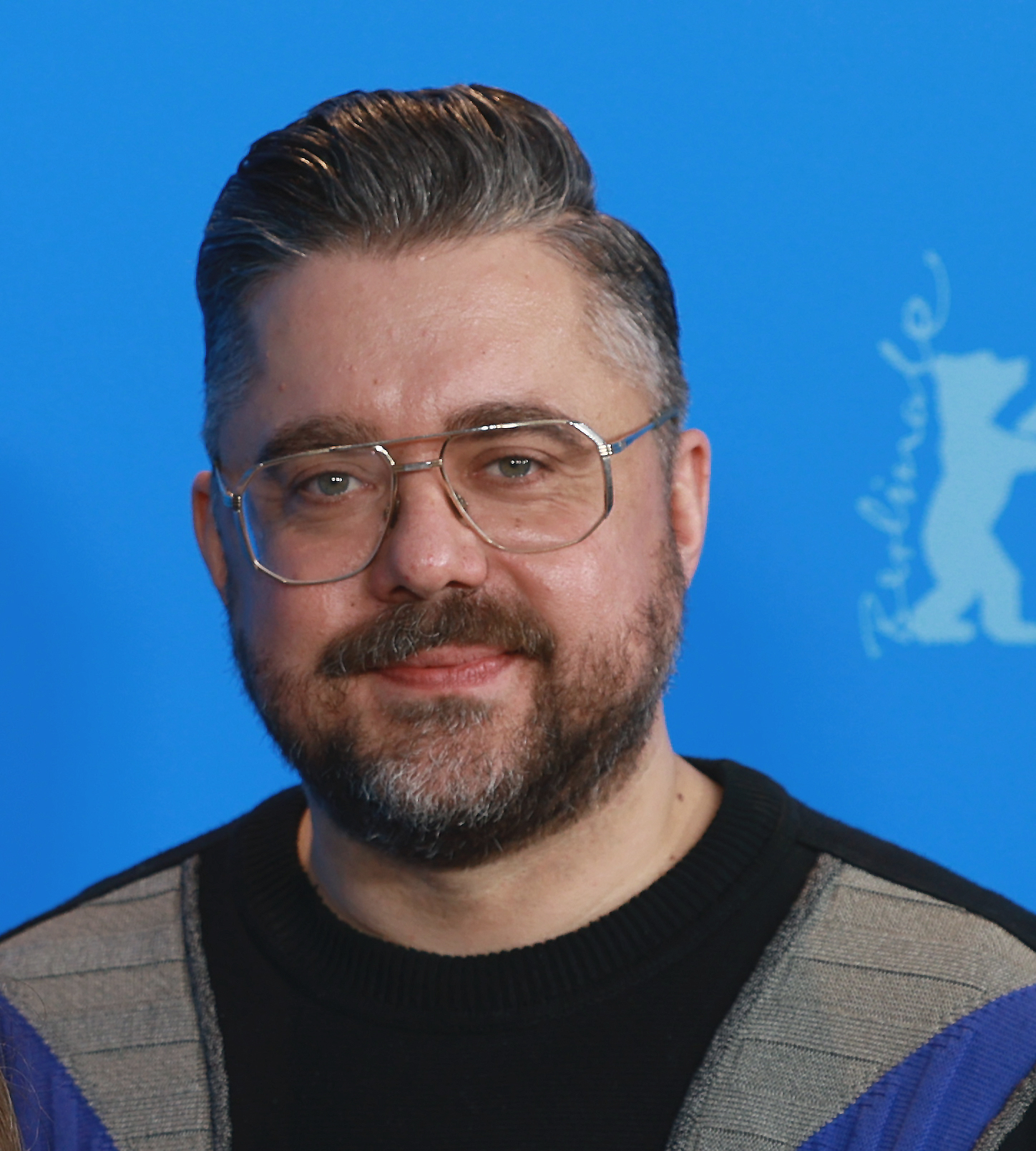
Regisseur David Wnendt bei der Berlinale 2023

Die große Stärke des Romans sei, wie authentisch, glaubwürdig und sensibel er dieses Lebensalter rüberbringe, so Wnendt: „Die Figuren sind differenziert und realistisch dargestellt. Lukas und seine Freunde sind keine Engel, sie können rau, grob und frech sein, sie bauen viel Mist und doch sind sie verletzlich und fähig, Zärtlichkeit zu zeigen.“ Als Wnendt auf Lobrecht zukam, weil er seinen Roman verfilmen wollte, hatte dieser nach eigenen Aussagen ein gutes Gefühl, nachdem er sich seinen Debütfilm Kriegerin angesehen hatte. „Es ist ein ganz anderes Genre, ein ganz anderes Milieu, aber die Unmittelbarkeit und harte Dichte war genau das, was ich mir auch für eine Verfilmung meines Romans wünschte“, so Lobrecht.
Nach einem Casting von über 5.000 Jugendlichen aus ganz Deutschland überzeugten Levy Rico Arcos, Vincent Wiemer, Rafael Luis Klein-Heßling und Aaron Maldonado-Morales die Filmcrew. Sie spielen in den Hauptrollen Lukas, Julius, Gino und ihren neuen Klassenkameraden Sanchez. Levy Rico Arcos besucht eine Schule in Gropiusstadt, Aaron Maldonado-Morales kommt aus Kreuzberg.
Der Berliner Rapper Luvre47, der in Gropiusstadt aufwuchs, was er auch häufig in seinen Songs thematisiert, spielt Marco, den älteren Bruder von Lukas. Er steuerte auch den Titelsong des Films bei. Felix Lobrecht ist im Film in einer kleinen Nebenrolle als Freund von Julius’ älterem Bruder zu sehen – nach eigenen Angaben hatte Lobrecht bei Regisseur Wnendt gefragt, ob er die Rolle des Marco spielen könne, doch der wollte, dass er sich ebenso wie die anderen Bewerber im Casting präsentierte. Bei dem Casting für die Rolle des Marco war Luvre47 in Wnendts Augen am überzeugendsten, während Lobrecht die kleinere Rolle des Shoot erhielt.
Auch weitere Rapper wie Lucio101 (als Cem) und Olexesh (als Marek) sowie Hiphop-Stars wie Juju, NNOC, Azzi Memo, Klapse Mane und Army Of Brothers sind in teils größeren, teils kleinen Nebenrollen zu sehen. Die Rollen der Eltern und Lehrer wurden hingegen überwiegend mit professionellen Schauspielern mit längerer Bühnen- und Filmerfahrung besetzt. Komparsen wurden fast ausschließlich vor Ort besetzt und Schauspieler für kleinere Rollen durch Streetcastings im Bezirk gefunden.
Laut Lobrecht war zunächst eine Produktion durch Netflix geplant. Sie kam jedoch aufgrund inhaltlicher Differenzen nicht zustande. Einige kriminelle Figuren mit Migrationshintergrund sollten in Deutsche umgeschrieben werden. Lobrecht sagte in seinem Podcast: „Die wollten Neukölln politisch korrekt machen, meine Jugend so machen, dass sie in ihren politischen Film reinpasst“. Eine Gang aus arabischen Drogendealern sollte laut Lobrecht durch eine Gang aus deutschen, lesbischen Mädchen ersetzt werden. Lobrecht kritisierte: „Die Fiction-Abteilung bei Netflix ist völlig irre. Die sind wirklich deep down in diesem Woke-Gaga“.

### Filmförderung und Dreharbeiten
Sonne und Beton wurde vom Deutschen Filmförderfonds mit einer Produktionsförderung in Höhe von 920.000 Euro unterstützt, mit 500.000 Euro von der Beauftragten der Bundesregierung für Kultur und Medien und mit 650.000 Euro vom Medienboard Berlin-Brandenburg. Weitere 470.000 Euro kamen von der Filmförderungsanstalt und 230.000 Euro von der Mitteldeutschen Medienförderung. Die Filmförderungsanstalt gewährte zudem eine Verleihförderung in Höhe von 300.000 Euro.
Die Aufnahmen entstanden an insgesamt 59 Drehtagen zwischen Ende Juni und 11. September 2021 im Berliner Ortsteil Gropiusstadt im Bezirk Neukölln. Als Kamerafrau fungierte Jieun Yi.

### Filmmusik, Marketing und Veröffentlichung
Die Filmmusik komponierten Enis Rotthoff und Konstantin Scherer. Letzterer ist Musikproduzent und zeichnete in dieser Funktion bereits für die Soundtracks zu den Filmen Fack ju Göhte, Fack ju Göhte 2, Fack ju Göhte 3, 3 Türken und ein Baby und Macho Man verantwortlich. Weiter waren Phil the Beat, Chapo, Elias Hadjeus, Jumpa & Magestick, Luvre47, NNOC und Vincent „Beatzarre“ Stein beteiligt. Anfang März 2023 wurden von Königskinder zwei Soundtrack-Alben veröffentlicht. Eines enthält 17 Musikstücke von Rotthoff, Scherer & Phil the Beat, das zweite 10 Songs von Luvre47, Chapo, Bria, Tihamer, Elias Hadjeus und anderen aus dem Film.

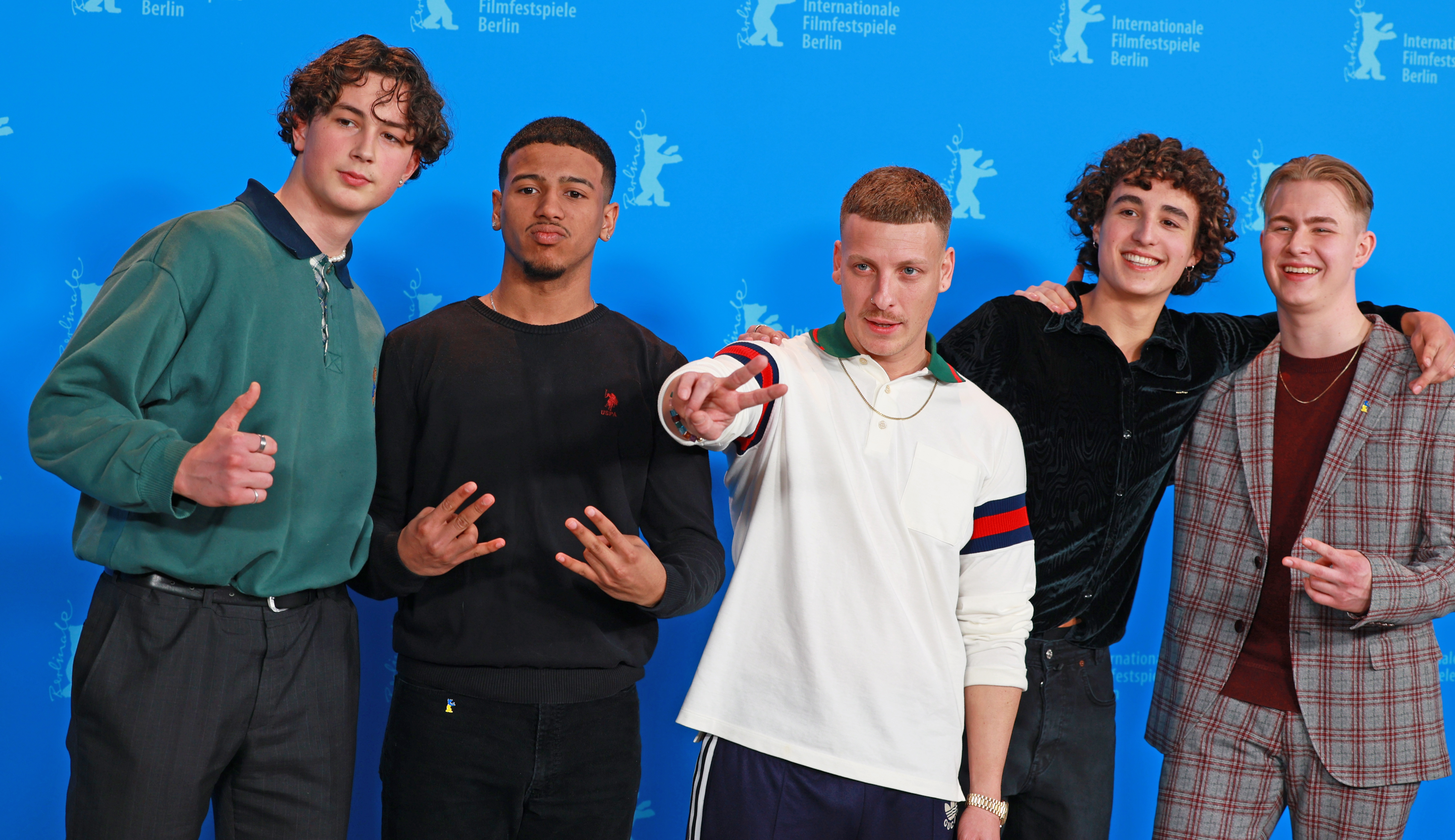
Die vier Hauptdarsteller und Felix Lobrecht im Februar 2023 bei den Filmfestspielen in Berlin

Der erste Trailer wurde Mitte Januar 2023 veröffentlicht. Der Kinostart in Deutschland war zunächst für den 22. September 2022 geplant, wurde später jedoch auf den 2. März 2023 verschoben. Die Premiere erfolgte am 18. Februar auf den 73. Internationalen Filmfestspielen Berlin, wo der Film in der Sektion Berlinale Special Gala gezeigt wurde. Ende August, Anfang September 2023 wurde er beim Festival des deutschen Films vorgestellt.
Sonne und Beton wurde hiernach zudem im Rahmen der SchulKinoWochen gezeigt, so im November 2023 in Berlin, Ende Januar, Anfang Februar 2024 in Nordrhein-Westfalen und im März 2024 in Bayern.

## Rezeption

### Altersfreigabe, Kritiken und Einspielergebnis
In Deutschland wurde der Film von der FSK ab 12 Jahren freigegeben. In der Freigabebegründung heißt es, in teils dokumentarisch anmutendem Stil zeichne der Film eine Milieustudie und zeige den Alltag der Jugendlichen als von Konflikten, Langeweile und Drogenkonsum geprägt. Die jugendaffine Inszenierung biete jungen Zuschauenden Anknüpfungspunkte, zugleich aber sorgten die Überzeichnungen der Figuren sowie das Setting der frühen 2000er Jahre für Distanzierungsmöglichkeiten, wodurch 12-Jährige bereits in der Lage seien, mit den Darstellungen von Gewalt und Drogenkonsum angemessen umzugehen. Auch die häufig vulgäre und aggressive Sprache könnten sie dem gezeigten Milieu zuordnen und sich ausreichend distanzieren. Die Betonung von Freundschaft und der letztlich versöhnliche Blick biete 12-Jährigen genug Halt, sodass sie den Film ohne Beeinträchtigung verarbeiten können.
Björn Schneider, Filmkorrespondent der Gilde deutscher Filmkunsttheater, schreibt, Regisseur David Wnendt tauche tief ein in den „sozialen Brennpunkt“ Gropiusstadt/Neukölln und widme sich jedem seiner Protagonisten ausgiebig, vor allem dem Ich-Erzähler Lukas. Er präsentiere eine authentische, ungekünstelte Darstellung der jugendlichen Lebenswirklichkeit, die die typischen „Coming-of-Age“-Themen der aufkeimenden Sexualität, intensive Schwärmereien, Freundschaft, Selbstfindung oder auch Gruppenzwang umfasse, tue dies mit einem sympathischen Mix aus zum Schmunzeln anregender Situationskomik und ernsthafter Betrachtung und unterlege dies mit den provokanten, derben Lyrics und harten Beats der Aggro-Berlin-Rapper jener Tage. Zu einer realistischen Milieustudie und einem authentischen „Problembezirk-Porträt“ gehörten aber gleichsam die ernsten Hintergründe, Missstände und innerfamiliären Abgründe und auch die überforderten, entkräfteten Lehrer in heillos überfüllten Klassen, gewalttätige und ihre Erziehungspflichten vernachlässigende Eltern, Perspektivlosigkeit und Ernüchterung, wo immer man hinsieht. All dies benenne Sonne und Beton und sei dabei schonungslos ehrlich. Auch wenn der Film im Jahr 2003 spielt, könnte er mit seinen Inhalten, die ohne Zweifel fast ausnahmslos gesamt-gesellschaftliche Relevanz besitzen, aber ebenso in der Gegenwart angesiedelt sein.
Einen Großteil zum Gelingen des Films würden nicht zuletzt die vier Jungdarsteller mit ihrem leidenschaftlichen, sehr natürlich wirkenden Spiel beitragen: „Abgeklärt und souverän schlüpfen die vier Jugendlichen in die Rollen der Problemviertel-Halbwüchsigen, die irgendwie versuchen durchzukommen und in ihrer Lebensrealität zwischen Lethargie, Rausch und pubertärem Leichtsinn gefangen sind.“
Roland Meier von outnow.ch schreibt in seiner Kritik, besonders authentisch wirke die Sache in Sonne und Beton wegen der nicht anbiedernden Gossensprache, die rotzig-direkt sei und die Felix Lobrecht aus dem Effeff kenne. Weil der Film aber immer wieder auf bereits Erzähltes referenziert, wirkten trotz vieler spannender und bemitleidenswerter Momente einige Szenen im Kino schlechter als im Buch. Die in Street-Castings gefundene Clique der Jungs oder die Rapsongs mit Local Heros wie Luvre47 passten hingegen bestens in diese geerdete, leicht traurige Geschichte aus dem Multi-Kulti-Quartier der Abgehängten und Vergessenen, die sich trotzdem selber zu helfen wissen.
In Deutschland verzeichnet der Film 1.203.562 Kinobesucher und ein Einspielergebnis von fast 11 Millionen Euro.

### Einsatz im Unterricht
Das Onlineportal kinofenster.de empfiehlt den Film für die Unterrichtsfächer Deutsch, Ethik, Religion, Sozialkunde/Gemeinschaftskunde, Psychologie und Musik und bietet Materialien zum Film für den Unterricht. Dort schreibt Lisa Haußmann, der Film sei besonders für diejenigen geeignet, die die Lebensrealität sogenannter „sozialer Brennpunkte“ nicht selbst kennen. Anhand des Films ließen sich im Politik- oder Sozialkundeunterricht Zustände und Effekte einer durch Armut und sozialräumliche Segregation gespaltenen Gesellschaft betrachten. Ausgehend von der Beziehung der Jungen untereinander, die von Nachbarn zu engen Freunden und viel zu schnell erwachsen werden, ihren je eigenen Familienkontexten oder den Verhältnissen zwischen den Mitgliedern verschiedener Gruppen könne dabei unter anderem über strukturelle Benachteiligung und Formen des Zusammenhalts, über Gewalterfahrung, toxische Männlichkeitsbilder oder die Folgen von Arbeitslosigkeit und Drogenmissbrauch gesprochen werden.

### Auszeichnungen
Bayerischer Filmpreis 2022
- Auszeichnung für das Beste Drehbuch (David Wnendt und Felix Lobrecht)
- Auszeichnung für die Beste Bildgestaltung (Jieun Yi)[27]

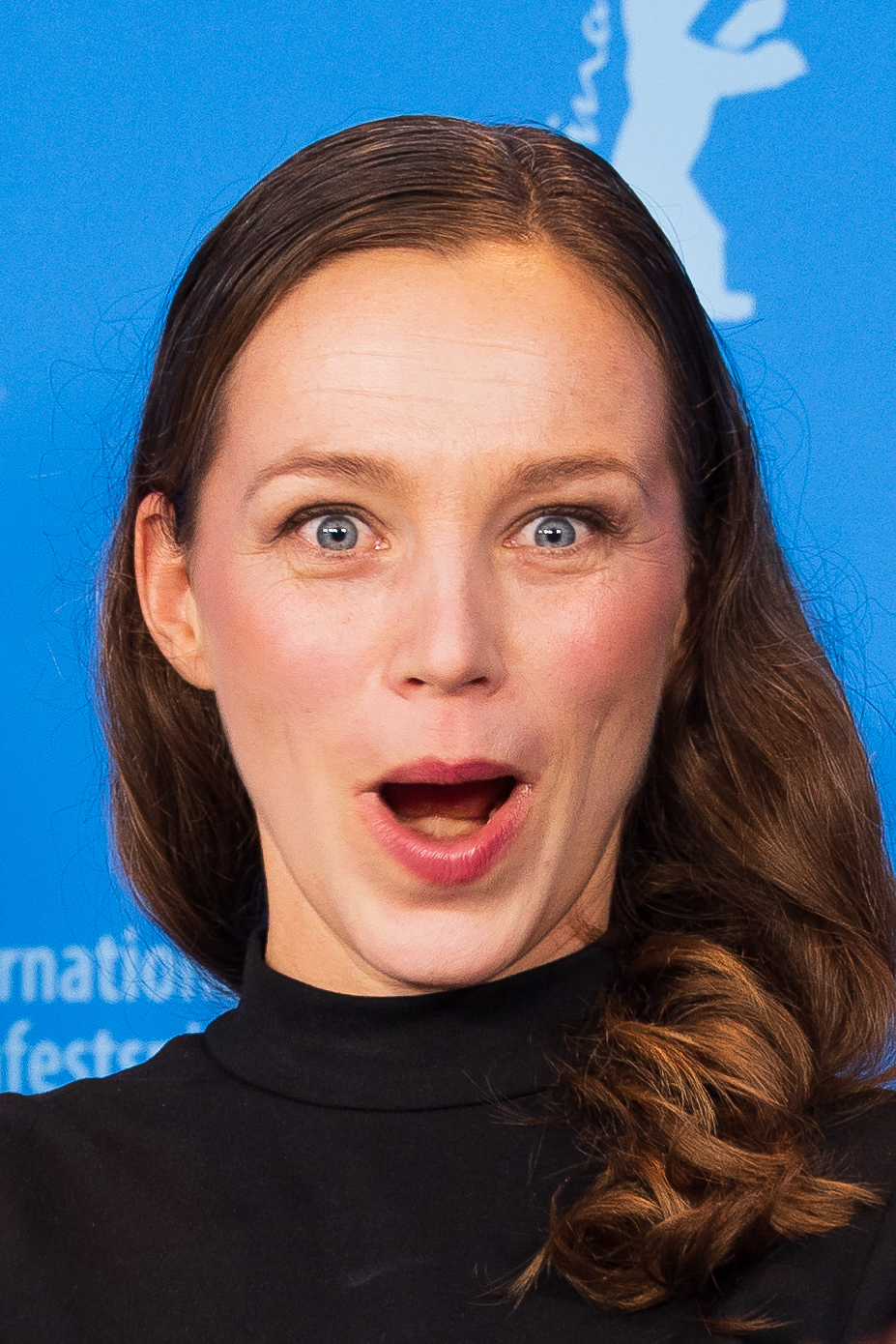
Franziska Wulf spielt Sanchez’ Mutter

Civis – Europas Medienpreis für Integration 2023
- Auszeichnung mit dem Cinema Award[28]

Deutscher Filmpreis 2023
- Nominierung als Bester Spielfilm
- Nominierung für das Beste Drehbuch (David Wnendt und Felix Lobrecht)
- Nominierung für den Besten Schnitt (Andreas Wodraschke)
- Nominierung für die Beste Tongestaltung (Paul Rischer und Jan Petzold)

Deutscher Schauspielpreis 2023
- Auszeichnung in der Kategorie Starker Auftrit (Franziska Wulf)
- Auszeichnung mit dem Ensemblepreis (Casting: Ulrike Müller, Jacqueline Rietz und Kathleen Döbbel)

Festival des deutschen Films 2023
- Auszeichnung als Bester Film mit dem Filmkunstpreis Ludwigshafen
- Nominierung für den Rheingold Publikumspreis[29][18]

Günter-Rohrbach-Filmpreis 2023
- Auszeichnung mit dem Filmpreis[30]
- Preis des Saarländischen Rundfunks (Levy Rico Arcos)

Preis der deutschen Filmkritik 2024
- Nominierung als Bester Spielfilm
- Nominierung für das Beste Drehbuch (David Wnendt und Felix Lobrecht)
- Nominierung für die Beste Montage (Andreas Wodraschke)
- Auszeichnung für die Beste Musik (Enis Rotthoff und Konstantin Scherer)[31][32]